# Estación Alto Verde
Alto Verde es una estación ferroviaria ubicada en la localidad del mismo nombre, en los departamentos de Junín y San Martín, Provincia de Mendoza, República Argentina.

## Servicios
No presta servicios de pasajeros. Por sus vías corren trenes de carga de la empresa estatal Trenes Argentinos Cargas.

## Historia
En el año 1883 fue inaugurada la estación, por parte del Ferrocarril Andino.